# ان‌جی‌سی ۱۶۵
ان‌جی‌سی ۱۶۵ (انگلیسی: NGC 165) نام یک کهکشان مارپیچی میله‌ای در صورت فلکی نهنگ است.